# سيرجي زاياتس
سيرجي زاياتس (بالأوكرانية: Заєць Сергій Анатолійович)‏ هو لاعب كرة قدم معتزل سوفياتي (روسي\أوكراني) وُلد في 18 أغسطس 1969 يشغل مركز المدافع. لعب في دينامو كييف.

## روابط خارجية
- سيرجي زاياتس على موقع اتحاد أوكرانيا (الإنجليزية)
- سيرجي زاياتس على موقع قاعدة بيانات كرة القدم.إي يو (الإنجليزية)